# Borhyaenidae
Die Borhyaenidae sind eine Familie ausgestorbener Beuteltiere. Sie kamen vom Eozän bis zum Miozän in Südamerika vor und wurden zunächst nicht als Beuteltiere erkannt, sondern für Verwandte der Creodonten gehalten. Die Borhyaenidae hatten sich, begünstigt durch das Fehlen placentaler Raubtiere konvergent zu den australischen Raubbeutlerartigen (Dasyuromorphia) entwickelt und haben ein hunde-, bären- oder hyänenartiges Erscheinungsbild. Vor dem Huayquerium (9 bis 6,8 Mio.) waren sie die einzigen mittelgroßen und großen Raubsäuger in Südamerika. Mit etwa zwei Dutzend Gattungen erreichten sie im Miozän den Höhepunkt ihrer Diversität, starben am Ende der Periode aber aus. Als im Großen Amerikanischen Faunenaustausch die ersten „höheren“ Raubtiere Südamerika erreichten, waren die Borhyaenidae schon verschwunden.

## Merkmale
Alle Borhyaeniden hatten relativ kurze Beine und einen im Vergleich zu placentalen Raubtieren kleinen Gehirnschädel. Sie waren Alles- oder Fleischfresser. Kleinere, etwa hundegroße Borhyaeniden lebten semiarborial (teilweise auf Bäumen), die größeren waren ausschließlich Bodenbewohner. Prothylacynus hatte eine Körperlänge von 80 cm, Borhyaena erreichte die Körpergröße eines Jaguars und Proborhyaena wurde größer als ein Grizzlybär.

## Innere Systematik
- Familie Borhyaenidae
  - Unterfamilie Hathliacyninae
    - Allqokirus
    - Patene
    - Palaeocladosictis
    - Procladosictis
    - Pseudocladosictis
    - Sallacyon
    - Notogale
    - Cladosictis
    - Sipalocyon
    - Thylacodictis
    - Agustylus
    - Ictioborus
    - Amphithereutes
    - Perathereutes
    - Chasicostylus
    - Notictis
    - Notocynus
    - Borhyaenidium

  - Unterfamilie Proborhyaeninae
    - Arminiheringia
    - Paraborhyaena
    - Proborhyaena

  - Unterfamilie Borhyaeninae
    - Nemolestes
    - Argyrolestes
    - Angelocabrerus
    - Pharsophorus
    - Borhyaena
    - Pseudoborhyaena
    - Acrocyon
    - Conodonictis
    - Eutemnodus
    - Parahyaenodon

  - Unterfamilie Prothylacyninae
    - Pseudothylacinus
    - Prothylacynus
    - Lycopsis
    - Stylocynus
    - Pseudolycopsis